# Johann Hiez
Johann Hiez (* 16. Dezember 1869 in Prellenkirchen; † 10. April 1936) war ein österreichischer Politiker (CSP) und Fleischhauer. Er war von 1921 bis 1927 Abgeordneter zum Landtag von Niederösterreich.
Hiez besuchte die Volksschule und absolvierte in der Folge eine Lehre als Fleischhauer und im Gastgewerbe. Er war Gründer der christlich-sozialen Frauenorganisation in Hainburg an der Donau und vertrat die Christlichsoziale Partei vom 11. Mai 1921 bis zum 20. Mai 1927 im Niederösterreichischen Landtag.